# Tuia obișnuită
Tuia (Thuja occidentalis L.) sau tuia obișnuită, este un conifer din genul Tuia din familia Cupressaceae.
Forma conică, cu ramuri scurte și dese, cu numeroși lăstari, cu ramificare aplatizată. Frunzele sunt solziforme, de culoare verde pe timpul perioadei de vegetație, iar pe timpul iernii, daca este prins de ger, capătă o nuanță bronz. Conurile sunt mici (8 mm) de culoare brun-deschis. Poate atinge înălțimea de 10-12 m și diametru de 2-4 m, un ritm de creștere lent și se dezvoltă bine în plin soare și în semiumbră. Rezistă bine la ger, preferă soluri revene, bine drenate și calcaroase. Nu suportă excesul de umiditate din sol, suportă bine tunderea.
Specie exotică, de mărimea a II-a și a III-a, deseori cu port arbustiv. Tulpina este dreaptă, cu ramurile scurte și dese, cu coroana piramidală. Scoarța subțire, netedă, brun-roșcată, exfoliabilă în fâșii. Lujeri turtiți, ramificați altern în planuri orizontale sau oblice. Frunzele sunt solziforme, opuse și îmbracă complet lujerul; cele laterale au formă de luntre, iar cele de pe fața superioară și inferioară au câte o glandă reziniferă convexă, proeminentă, rotundă (figura 26). Flori unisexuat monoice, conuri ovoid-alungite, 1 cm, 3-5 perechi de solzi pieloși, uscați, cei de la bază lungi aproape cât conul, mucronați la vârf. Semințe mici, plate, cu 2 aripioare emarginate, dispuse câte două la subsuoara fiecărui solz. Maturația este anuală, prin septembrie. Tuia este originară din nord-estul Americii de Nord, unde formează păduri de nepătruns pe terenuri umede. Se adaptează la condiții staționale diverse și este rezistentă la ger. În România a fost introdusă în scop ornamental.